# Théâtre des Célestins
Pour les articles homonymes, voir Célestins (homonymie).
 (juin 2023).
Le théâtre des Célestins, appelé désormais « Les Célestins, théâtre de Lyon », est un théâtre situé place des Célestins dans le quartier de Bellecour, du 2e arrondissement de Lyon. Il est l'un des rares théâtres en France, avec la Comédie-Française et le théâtre de l'Odéon, ayant une histoire de plus de deux cents ans d'art dramatique.
Son nom provient de celui du couvent des Célestins qui occupa l'emplacement de 1407 à 1779.

## Histoire du bâtiment

### Le couvent d'origine

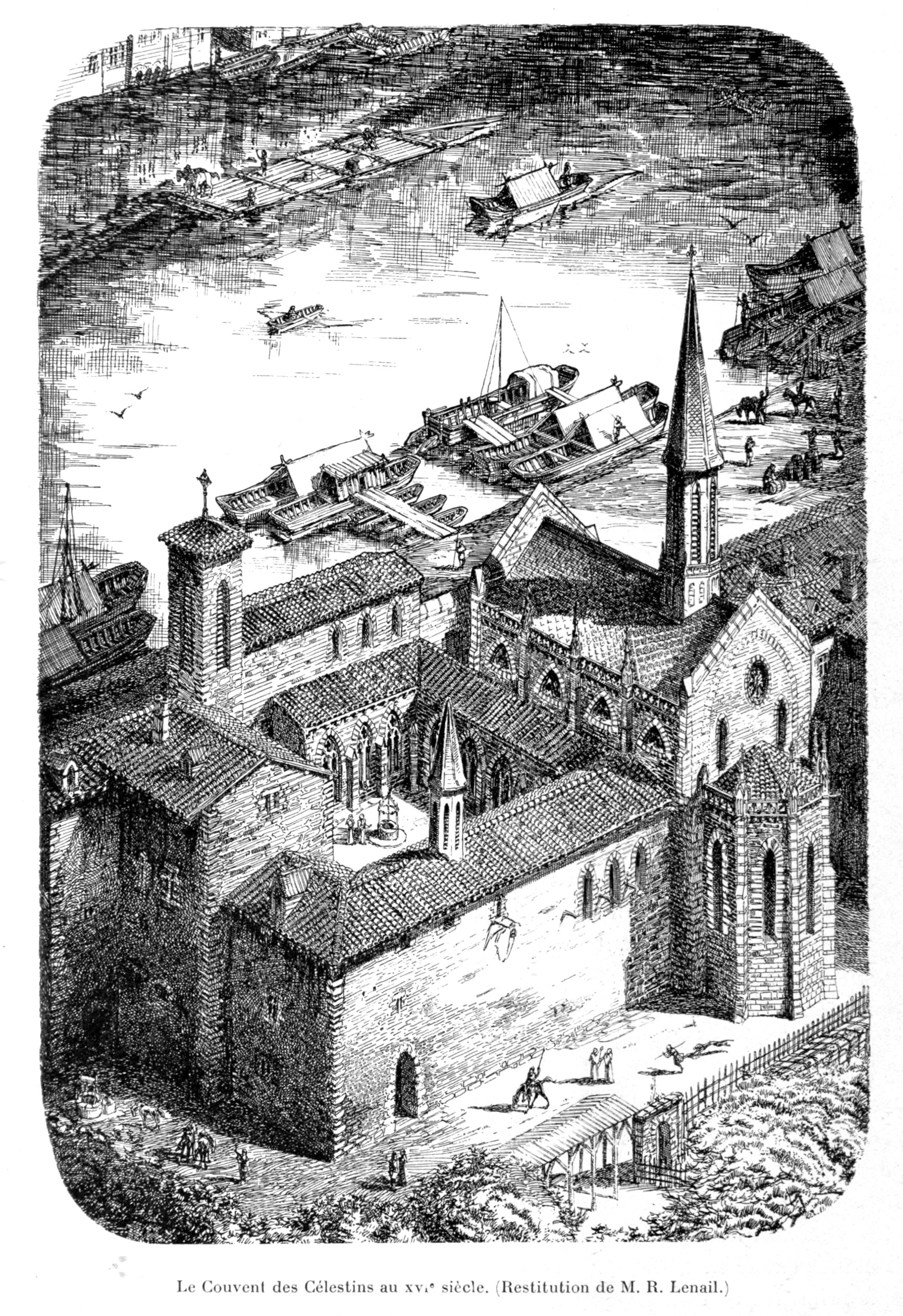
Le couvent des Célestins, reconstitution du XIXe siècle.

Sur l'emplacement de l'actuel théâtre, le premier bâtiment est un édifice des Templiers jusqu'en 1312. La place est utilisée ensuite par le couvent des Célestins de Lyon, fondé en 1407 sur les bords de la Saône, à la suite de la donation de l'ancienne propriété par Amédée VIII, comte de Savoie. À cet emplacement, les religieux édifient une abbaye et une église, Notre-Dame-de-Bonne-Nouvelle, qu'ils utilisent jusqu'en 1778, date de la suppression du couvent par un bref apostolique du pape Pie VI. L'abbaye a connu trois incendies plus ou moins importants pendant son existence : en 1501, 1622 et 1744,.
L'abbaye des Célestins accueille en 1686 la confrérie des libraires et imprimeurs.
L’ordre des Célestins et la communauté lyonnaise de l’ordre sont dissous en 1779.
Les terrains et bâtiments sont vendus par le roi de Sardaigne à un Lyonnais en 1785.
Le percement des rues Charles-Dullin et Gaspard-André fait disparaître le couvent.

### 1792: le début du théâtre aux Célestins
La Société des Célestins, puis Compagnie des Célestins, créée définitivement en 1789, avait pour objet « l'établissement d'un jardin au centre des terrains des ci-devant Célestins, la construction de dix-sept maisons environnant ce jardin, la distribution et réparation du bâtiment claustral qui formerait sept maisons particulières dans l'une desquelles serait construite une salle de spectacle ».
Un premier théâtre, appelé « théâtre des Variétés », est inauguré le 9 avril 1792, plus petit que le théâtre actuel. Il occupe en fait les locaux de l’ancienne église du couvent qui a été désaffectée.
En 1833, un désaccord sur le loyer avec la municipalité entraîne la fermeture temporaire du théâtre jusqu’en 1838, après son rachat par la ville aux  consorts Fournier-Sain, Rousset et Durand-Fornas. Le théâtre rouvre en 1840. Un incendie partiel en 1853 entraîne la rénovation du théâtre et sa réouverture.
En 1871, un incendie détruit entièrement l'édifice, devenu d'ailleurs vétuste et trop petit.

### 1877: le nouveau théâtre à l'italienne
Le bâtiment actuel est l'œuvre de l’architecte Gaspard André, choisi à la suite d'un concours organisé en 1873. Le théâtre à l'italienne, dont la scène se situe à l’emplacement du chœur de l’ancienne église des Célestins, est inauguré le 1er août 1877, mais est à nouveau victime d'un incendie, de sa toiture et de sa scène dans la nuit du 25 au 26 mai 1880. Gaspard André dirige la reconstruction à l'identique des parties détruites, et le théâtre peut rouvrir le 18 octobre 1881.
Le théâtre est inscrit aux monuments historiques en 1997.

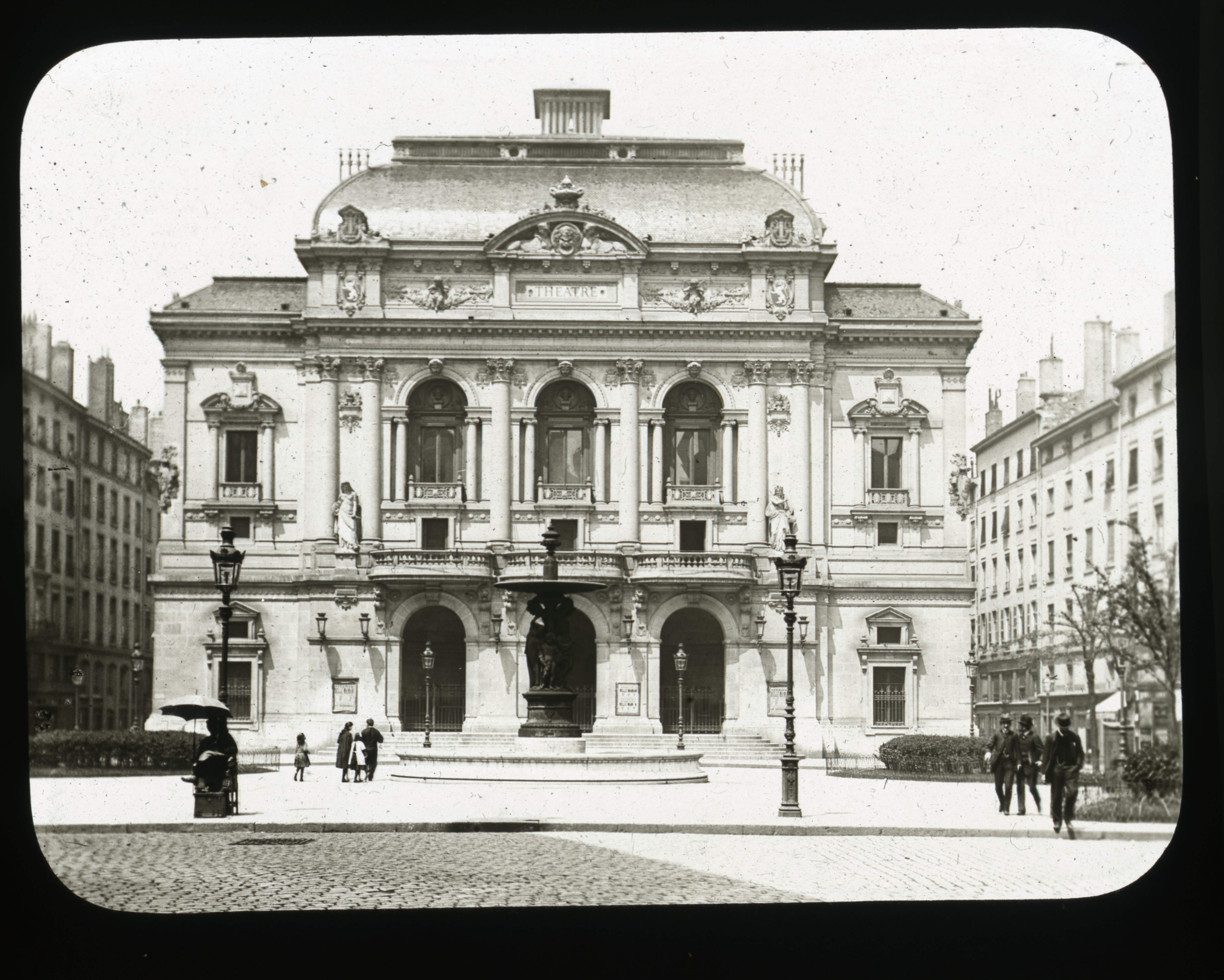
Photographie sur plaque de verre du théâtre des Célestins prise en 1884 (Antoine Berthier-Geoffray).

### Histoire récente

#### AuXXesiècle
Durant les événements de Mai 68, le directeur du théâtre, Albert Husson, accepte, à la demande de son épouse Constance Husson et de responsables universitaires, de cacher une partie des collections d'objets antiques de l'institut d'égyptologie de l'université de Lyon, qui étaient en danger. 
Les caisses contenant les antiquités sont acheminées de nuit par des machinistes du théâtre et dissimulées durant un an dans une loge condamnée.

#### AuXXIesiècle

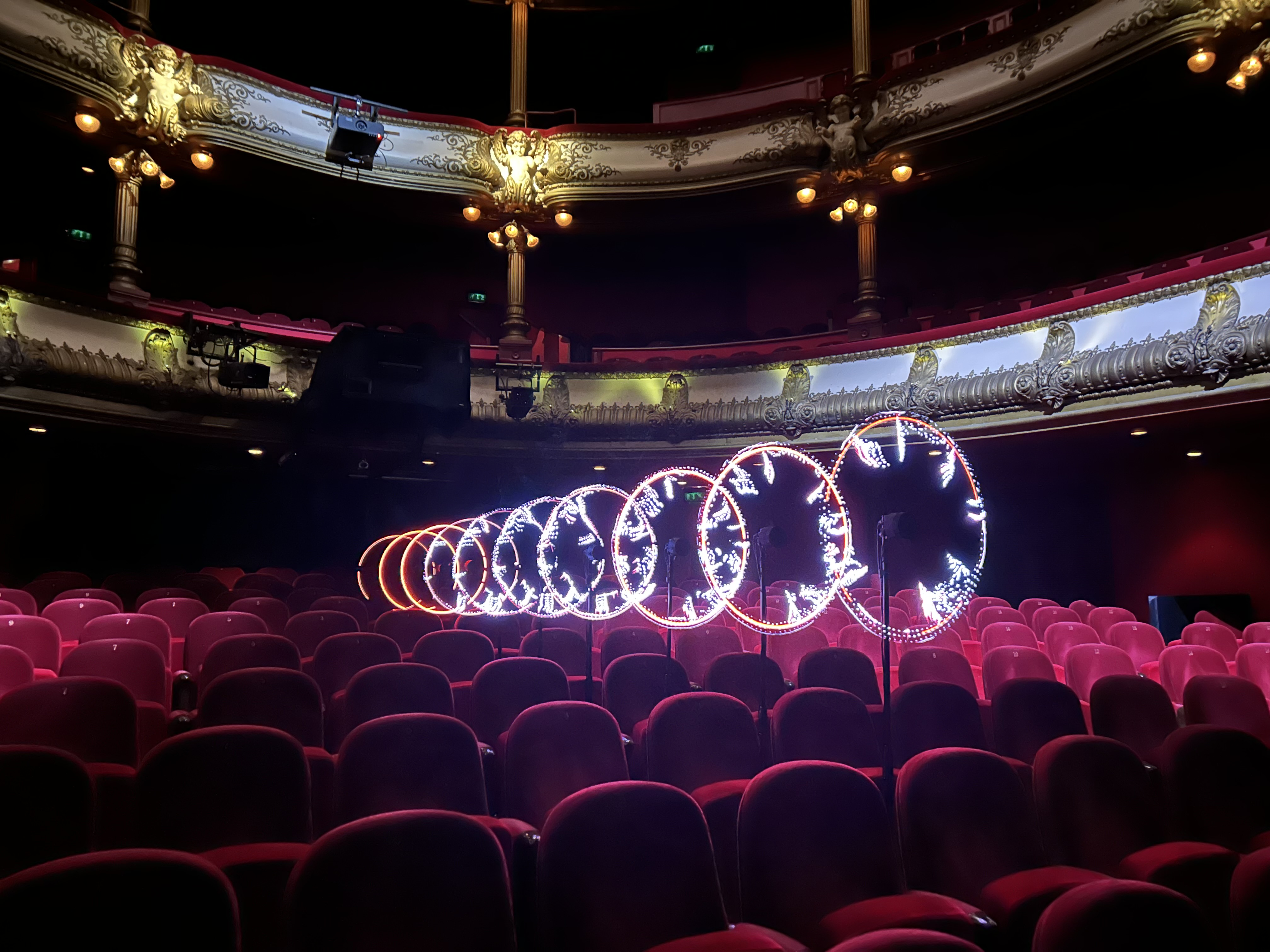
L’œuvre holographique « ROW » exposée dans la grande salle du théâtre lors de la Fête des Lumières 2023.

Une rénovation majeure est réalisée au cours des années 2003 à 2005. En entreprenant la rénovation du théâtre des Célestins pour des questions évidentes de sécurité, la mairie de Lyon a aussi l’ambition de privilégier l’accueil et le confort du public, d’ouvrir plus largement ce lieu en le rendant accessible à tous et d'offrir aux professionnels des conditions de travail optimales. C’est aussi l’occasion de restituer les décors muraux et les mosaïques voulus par Gaspard André.
Une deuxième salle, la Célestine, est créée en sous-sol durant ces travaux, qui peut accueillir jusqu'à 132 spectateurs. La salle est inondée en raison d’un débordement de la Saône en janvier 2018, ce qui nécessite sa restauration.
En 2023, l’intérieur du théâtre participe pour la première fois à la Fête des Lumières, en accueillant dans sa grande salle une projection holographique. Une projection plus classique lui succède l’édition suivante.

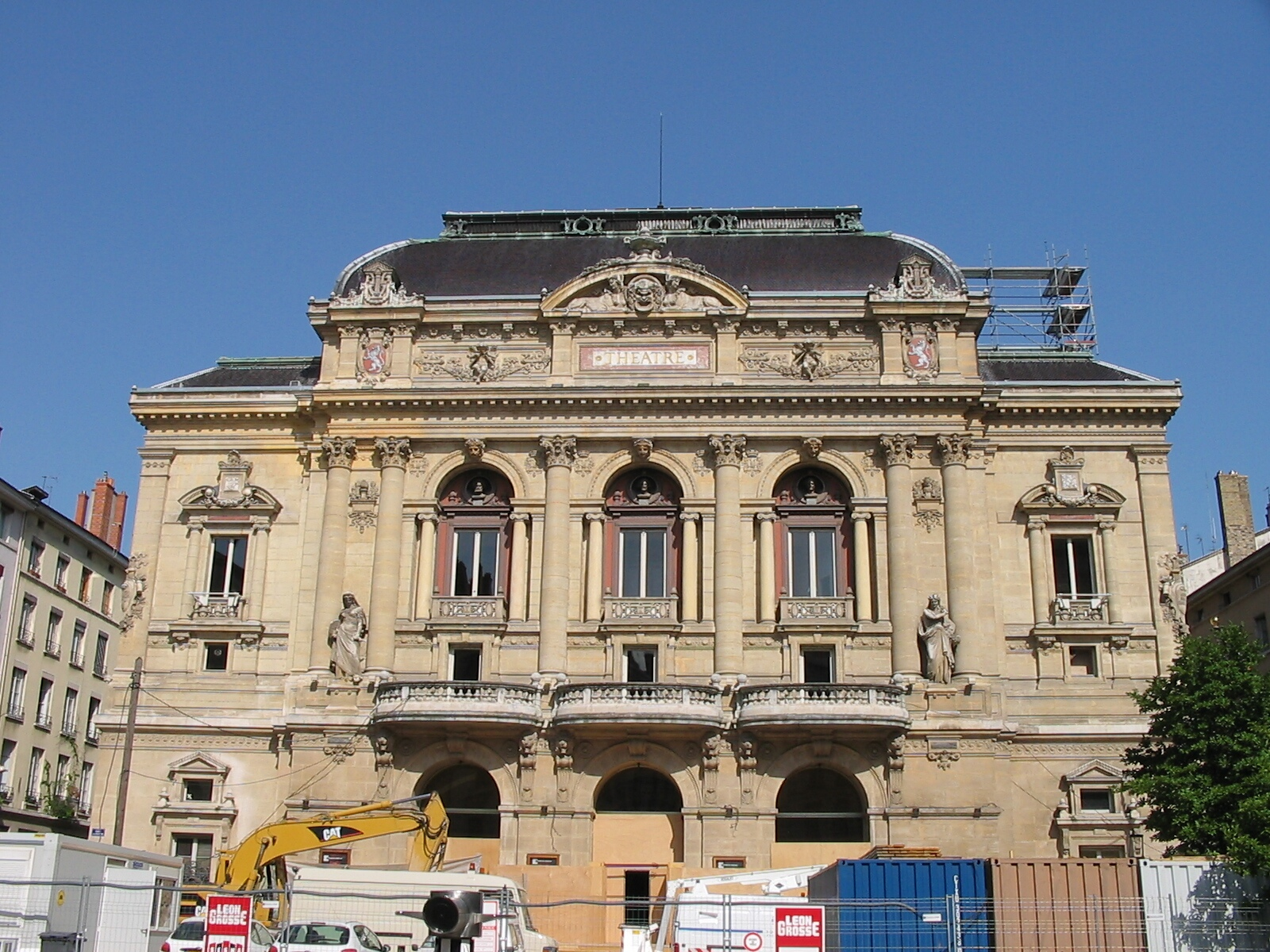
Le théâtre des Célestins en travaux, 2013.

## L’activité théâtrale
Napoléon Ier y aurait été spectateur.
Des acteurs célèbres ont joué dans le théâtre des Célestins comme Sarah Bernhardt.
De 1906 à 1941, pendant les trente-cinq années de sa direction par Charles Moncharmont, le théâtre des Célestins a accueilli certains des plus grands noms de la scène théâtrale : Cécile Sorel, Jules Berry, Ludmilla et Georges Pitoëff, Louis Jouvet, Charles Dullin, Elvire Popesco, Sacha Guitry, Madeleine Renaud, Pierre Dux, Jean Marais, Jean Weber..., sans omettre des « gloires du music-hall » : Joséphine Baker, Mistinguett, Maurice Chevalier et Fernandel.
Charles Gantillon qui lui succède en 1941, accroît encore le prestige du théâtre. Grâce à lui, le public découvre les auteurs Jean Cocteau, Eugène Ionesco, Armand Gatti, Samuel Beckett ou Bertolt Brecht. Il donne leur première chance aux metteurs en scène Jorge Lavelli, Patrice Chéreau, Edmond Tamiz et Marcel Maréchal.
Le 26 janvier 1968, Albert Husson et Jean Meyer sont nommés ensemble à la direction du théâtre. En 1978, à la mort d'Albert Husson, Jean Meyer dirige seul les Célestins.
Jean-Paul Lucet, qui jouait avec la comédienne fétiche de Meyer, Claude Jade dans Britannicus en 1980, lui succède en 1985.
Claudia Stavisky dirige les Célestins à compter de l’année 2000, rejointe à la codirection par Patrick Penot en 2002, puis par Marc Lesage en 2014.
En mars 2019, Pierre-Yves Lenoir rejoint Claudia Stavisky à la codirection du théâtre et, depuis mai 2024, dirige seul les Célestins.